# Trichospira menthoides
Alcatifa (Trichospira menthoides) é uma planta rasteira da família das compostas.  Esta espécie foi encontrada nas margens do Rio Apure no fim do século XVIII durante a viagem de Alexander von Humboldt na América Espanhola.